# 黄道镇
黄道镇，是中华人民共和国河南省平顶山市郏县下辖的一个乡镇级行政单位。

## 行政区划
黄道镇下辖以下地区：
黄道南村、黄道北村、老庄村、石望河村、谒主沟村、大桥村、西黄道村、门沟村、山前李村、纸坊村、王英沟村、前谢湾村和后谢湾村。